# Aedes rempeli
Aedes rempeli é um espécie de mosquito do Género Aedes, pertencente à família Culicidae.